# Heukelom (Brabant-Septentrional)
Pour les articles homonymes, voir Heukelom.
Heukelom est un village situé dans la commune néerlandaise d'Oisterwijk, dans la province du Brabant-Septentrional. Le 1er janvier 2008, le village comptait 264 habitants.